# Tĩnh An, Thượng Hải
Tĩnh An (tiếng Trung: 静安区, Hán Việt: Tĩnh An khu) là một quận của thành phố trực thuộc trung ương Thượng Hải, Cộng hòa Nhân dân Trung Hoa. Đây là một quận nội thành của Thượng Hải. Quận này có diện tích 7,62 km2, dân số năm theo điều tra dân số năm 2000 là 305.400 người.